# Marco Del Freo
Marco Del Freo, né à Pescia le 30 juin 1964, est un chanteur italien.

## Discographie

### Album
- 1988 - Profumo di donna
- 1988 - Sin ti
- 1999 - White Christmas 1999
- 2015 - 9 vite

### Single
- 1988 - Senza Te - Annie
- 1996 - Notti che vorrei
- 1997 - Ci vorrebbe Totò
- 1999 - Soffrirò
- 1999 - Amici veri (duet avec Bobby Solo)
- 2001 - Le mie chiavi
- 2014 - Volerai
- 2014 - Voleras
- 2014 - You can't understand
- 2015 - 9 Vite
- 2016 - Dagli occhi all'anima (duet avec Massimo Guidi)